# 马蒂亚斯-巴尔博萨
马蒂亚斯-巴尔博萨是巴西米纳斯吉拉斯州的一个市镇。总面积156.728平方公里，总人口13205人，人口密度84.3人/平方公里。